# Mesothriscus lanaiensis
Mesothriscus lanaiensis är en skalbaggsart som beskrevs av Sharp 1903. Mesothriscus lanaiensis ingår i släktet Mesothriscus och familjen jordlöpare. Inga underarter finns listade i Catalogue of Life.